# Club Baloncesto Gran Canaria 2024-2025
Questa voce raccoglie le informazioni riguardanti il Club Baloncesto Gran Canaria nelle competizioni ufficiali della stagione 2024-2025.

## Stagione
La stagione 2024-2025 del Club Baloncesto Gran Canaria è la 34ª nel massimo campionato spagnolo di pallacanestro, la Liga ACB.

## Roster
Aggiornato al 14 marzo 2025.
| Gran Canaria 2024-25 | Gran Canaria 2024-25 |
| Giocatori            | Staff tecnico        |
| -------------------- | -------------------- |

| N. | Naz.                                           | Ruolo | Nome              | Anno | Alt.   | Peso   |  |
| -- | ---------------------------------------------- | ----- | ----------------- | ---- | ------ | ------ |  |
| 1  | Polonia (bandiera) · Spagna (bandiera)         | AC    | Jakub Urbaniak    | 2003 | 205 cm | 101 kg |  |
| 3  | Montenegro (bandiera) · Spagna (bandiera)      | G     | Jovan Kljajić     | 2001 | 196 cm | 85 kg  |  |
| 4  | Stati Uniti (bandiera) · Porto Rico (bandiera) | C     | George Conditt    | 2000 | 212 cm | 111 kg |  |
| 5  | Stati Uniti (bandiera)                         | GA    | Caleb Homesley    | 1996 | 198 cm | 93 kg  |  |
| 6  | Francia (bandiera)                             | P     | Andrew Albicy (C) | 1990 | 178 cm | 80 kg  |  |
| 9  | Argentina (bandiera) · Italia (bandiera)       | AP    | Nicolás Brussino  | 1993 | 204 cm | 98 kg  |  |
| 10 | Spagna (bandiera)                              | AP    | Miquel Salvó      | 1994 | 205 cm | 90 kg  |  |
| 12 | Spagna (bandiera)                              | P     | Carlos Alocén     | 2000 | 194 cm | 84 kg  |  |
| 13 | Francia (bandiera)                             | AG    | Pierre Pelos      | 1992 | 205 cm | 102 kg |  |
| 14 | Stati Uniti (bandiera) · Lituania (bandiera)   | AG    | John Shurna       | 1990 | 206 cm | 100 kg |  |
| 15 | Slovenia (bandiera) · Spagna (bandiera)        | P     | Žiga Samar        | 2001 | 197 cm | 88 kg  |  |
| 16 | Argentina (bandiera) · Italia (bandiera)       | P     | Dylan Bordón      | 2004 | 191 cm |        |  |
| 18 | Stati Uniti (bandiera) · Slovenia (bandiera)   | C     | Mike Tobey        | 1994 | 213 cm | 118 kg |  |
| 21 | Francia (bandiera)                             | P     | Mehdy Ngouama     | 1995 | 188 cm | 82 kg  |  |
| 32 | Stati Uniti (bandiera) · Georgia (bandiera)    | G     | Joe Thomasson     | 1993 | 196 cm | 75 kg  |  |
| 35 | Senegal (bandiera)                             | C     | Massamba Diop     | 2005 | 210 cm |        |  |

| Allenatore                                                                                                 |
| - Jaka Lakovič                                                                                             |
| Assistente/i                                                                                               |
| - Víctor García - Albert Oliver - Asier Setién Legenda - (C) Capitano - (IN) Inattivo - Infortunato Roster |

## Mercato

### Sessione estiva
| Acquisti | Acquisti       | Acquisti         | Acquisti      | Acquisti |
| R.a      | Nome           | da               | Modalità      |          |
| -------- | -------------- | ---------------- | ------------- | -------- |
| P        | Carlos Alocén  | Real Madrid      | svincolato    |          |
| P        | Jean Montero   | Andorra          | fine prestito |          |
| G        | Joe Thomasson  | Maccabi Tel Aviv | svincolato    |          |
| GA       | Caleb Homesley | Tofaş Bursa      | svincolato    |          |
| C        | George Conditt | Gig. de Carolina | svincolato    |          |
| C        | Mike Tobey     | Stella Rossa     | svincolato    |          |

| Cessioni | Cessioni          | Cessioni         | Cessioni       | Cessioni |
| R.       | Nome              | a                | Modalità       |          |
| -------- | ----------------- | ---------------- | -------------- | -------- |
| P        | Ferrán Bassas     | Andorra          | fine contratto |          |
| P        | Jean Montero      | Valencia         | fine contratto |          |
| G        | Amar Gegić        | Zara             | fine contratto |          |
| G        | A.J. Slaughter    | Gig. de Carolina | fine contratto |          |
| AP       | Sylven Landesberg | Hapoel Haifa     | fine contratto |          |
| AC       | Rubén López       | Real Betis       | fine contratto |          |
| C        | Ethan Happ        | Valencia         | fine contratto |          |
| C        | Ben Lammers       | Andorra          | fine contratto |          |
| C        | Roko Prkačin      | Nanterre 92      | fine contratto |          |

### Dopo l'inizio della stagione
| Acquisti | Acquisti      | Acquisti     | Acquisti        | Acquisti   |
| R.       | Nome          | da           | Data            | Modalità   |
| -------- | ------------- | ------------ | --------------- | ---------- |
| P        | Mehdy Ngouama | Le Mans      | 3 gennaio 2025  | svincolato |
| P        | Žiga Samar    | Alba Berlino | 26 gennaio 2025 | prestito   |

| Cessioni | Cessioni      | Cessioni   | Cessioni       | Cessioni    |
| R.       | Nome          | a          | Data           | Modalità    |
| -------- | ------------- | ---------- | -------------- | ----------- |
| P        | Mehdy Ngouama | Free agent | 15 aprile 2025 | rescissione |